# Freddie Cochrane
Pour les articles homonymes, voir Cochrane.
Freddie Cochrane est un boxeur américain né le 6 mai 1915 à Elizabeth, New Jersey, et mort le 1er janvier 1993.

## Carrière
Il devient champion du monde des poids welters le 29 juillet 1941 en battant aux points Fritzie Zivic. Cochhrane s'incline deux fois en 1945 face à Rocky Graziano sans titre en jeu puis perd sa ceinture pour sa première et unique défense le 1er février 1946 contre Marty Servo.

## Distinction
- Graziano vs. Cochrane I est élu combat de l'année en 1945[1].

## Référence
1. ↑  (en) Rocky Graziano vs. Freddie Cochrane I (boxrec.com)